# 4 histoires fantastiques
4 histoires fantastiques è un film antologico del 2018 composto da quattro cortometraggi diretti da Steeve Calvo, William Laboury, Mael Le Mée e Just Philippot.

## Trama
Film ad episodi.
In Acide, una minacciosa nuvola acida semina il panico tra la popolazione.
In Aurore, insieme al suo ragazzo Aurore esplora il proprio corpo e scopre i poteri del suo tocco soprannaturale.
In Livraison, un ex-contadino viaggia con il suo strano gregge di zombi in un mondo postapocalittico.
In Chose mentale, Ema, una ragazza elettrosensibile che vive isolata fa conoscenza con due delinquenti.